# Tiwanaku

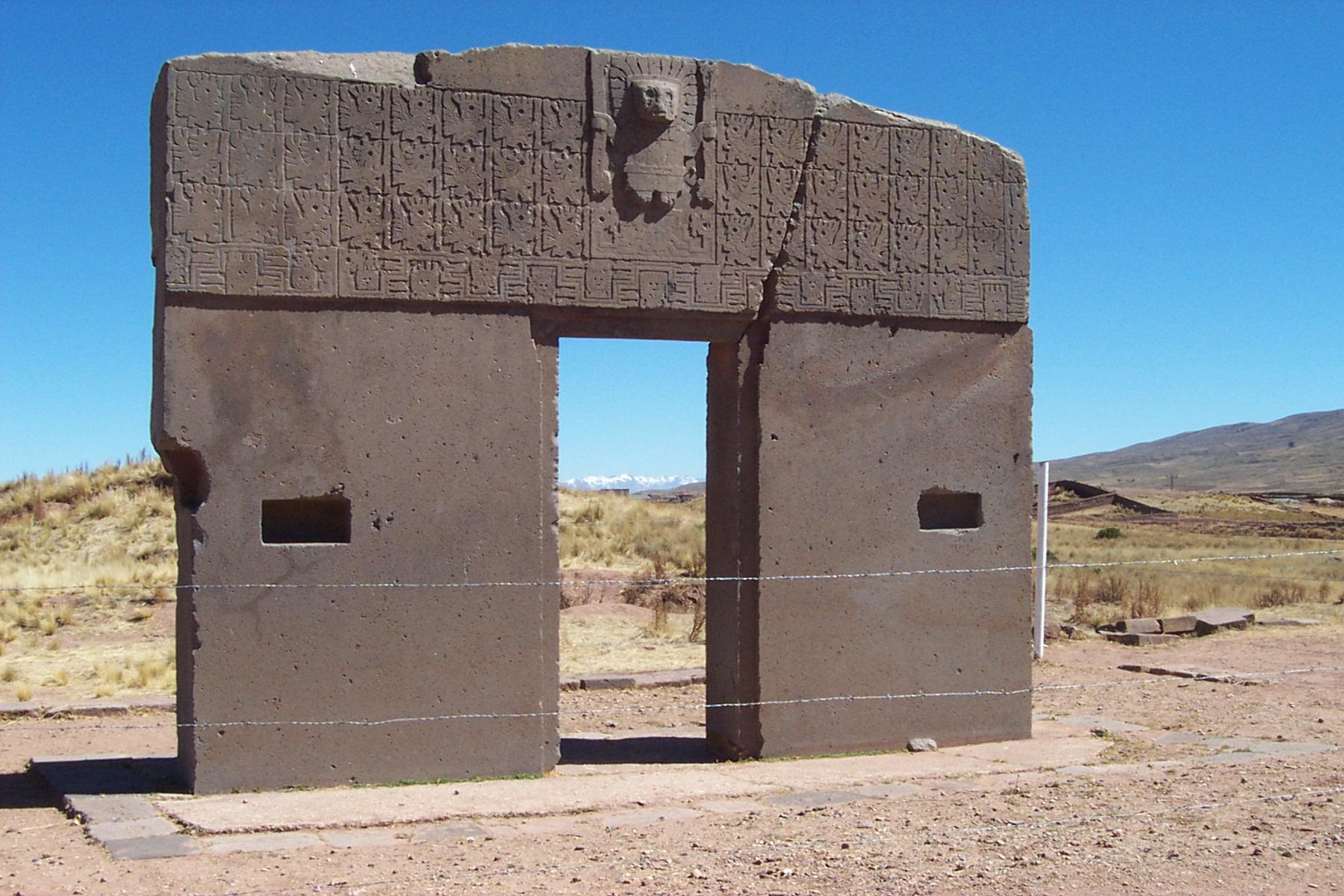
Solens port, kanske en viss typ av kalender där soluppgången betraktades genom porten och sommarsolståndet till vänster av strukturen och vintersolståndet till höger.

Tiwanaku eller Tiwanku (spanska: Tiahuanaco) är en viktig förcolumbisk arkeologisk plats och antik stad belägen cirka 3000 meter över havsytan nära Titicacasjön i Bolivia i Sydamerika. När det byggdes vet man inte med säkerhet och är omdiskuterat, men kan ha byggts för flera sekler, eller flera tusentals år sedan. Tiwanaku är byggd med stora stenar, där många av dessa är huggna på så fantastiska sätt, att det har gett upphov till tankar om folket använde avancerade verktyg, istället för de typiska primitiva verktyg använda i antika tider.
Angående det moderna namnet har några kommit med teorin att det är en förvrängning av Aymara-termen taypikala, vilket betyder "sten i centrum". Dock är namnet som användes av folket okänt. Invånarna i Tiwanaku hade inte något skriftspråk.

## Historia

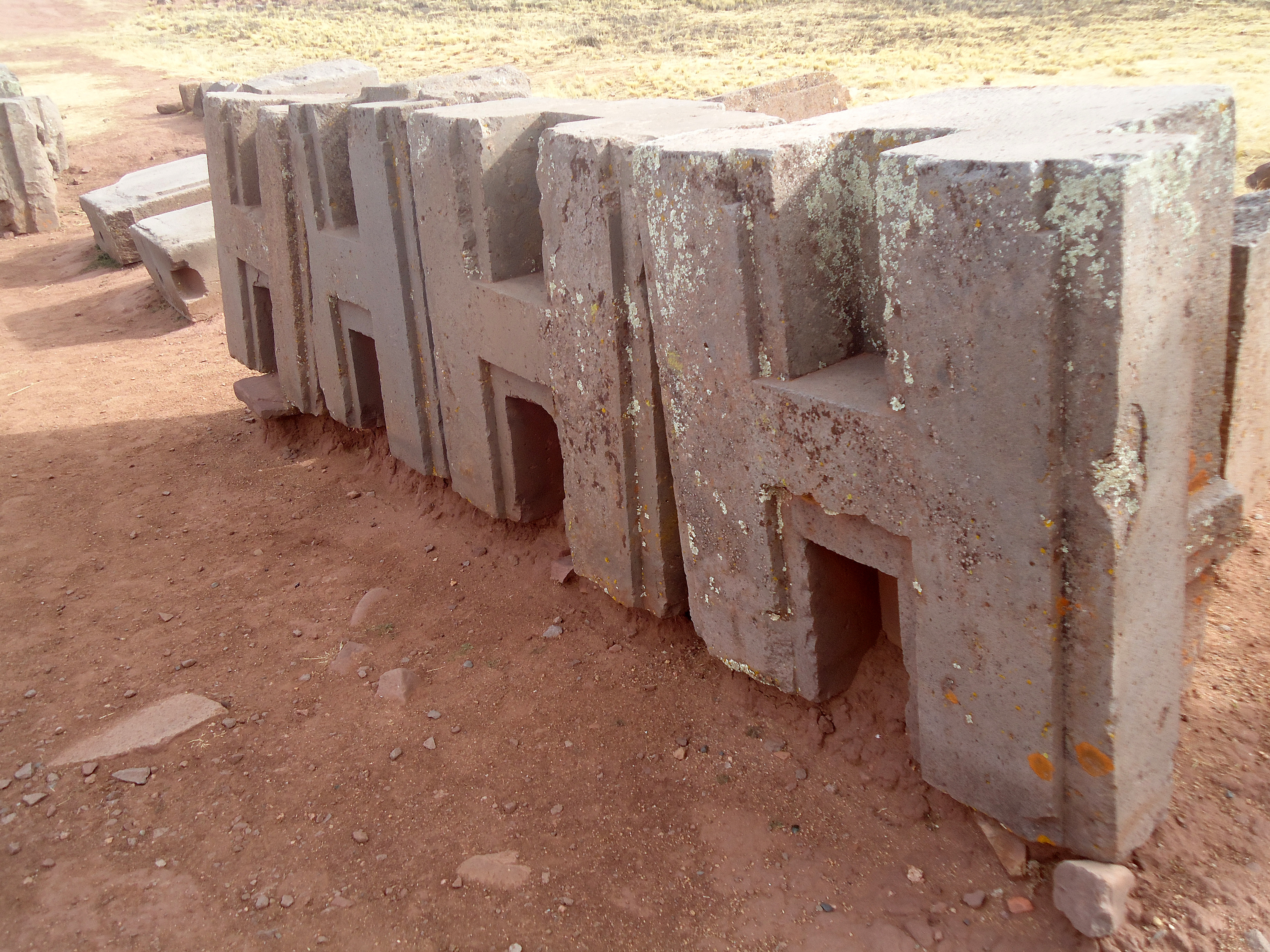
H-formade stenblock i Puma Punku. Dessa var förmodligen byggnadsdelar till andra byggnadsdelar.

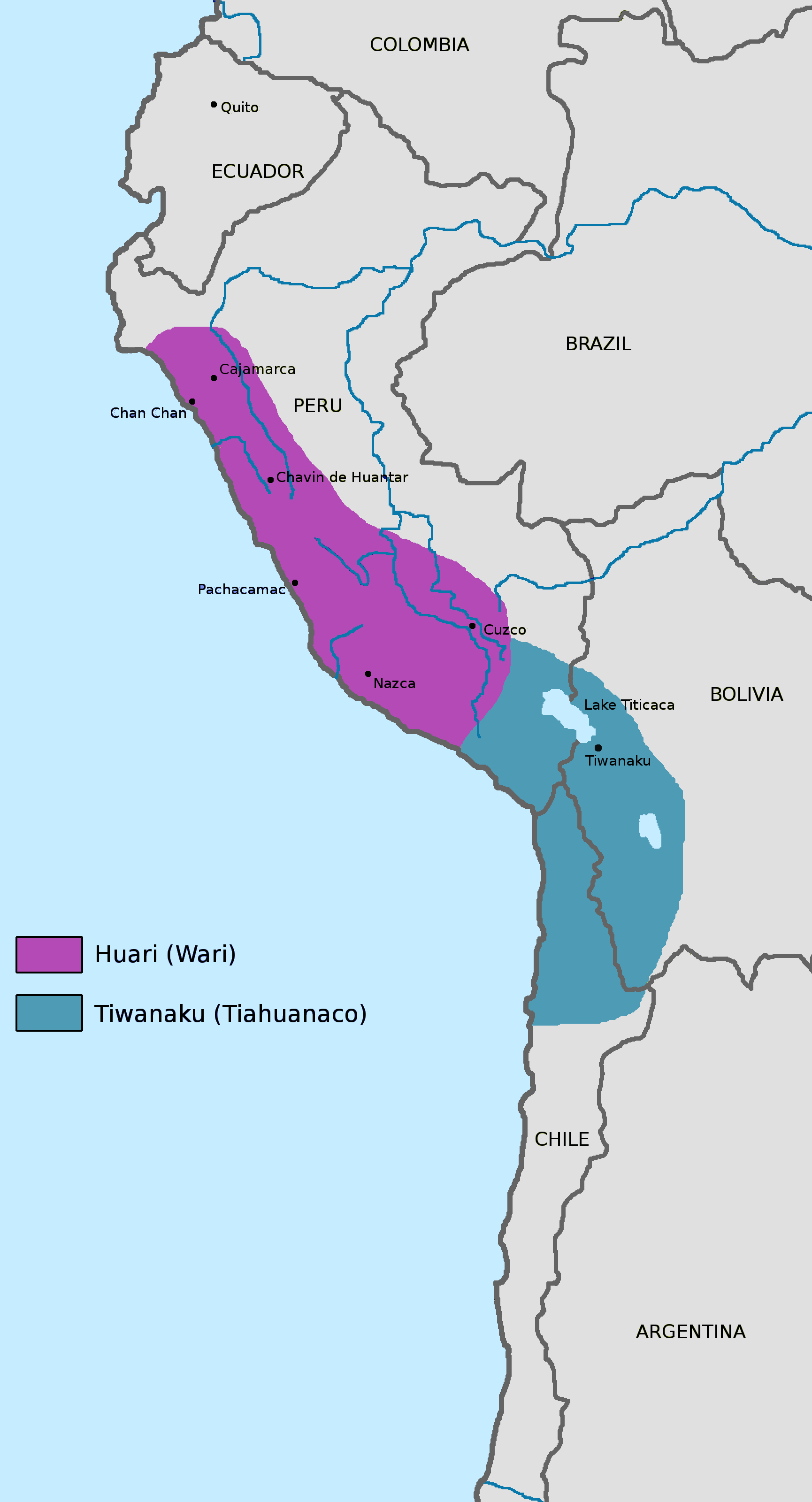
Tiwanakus läge (på engelska).

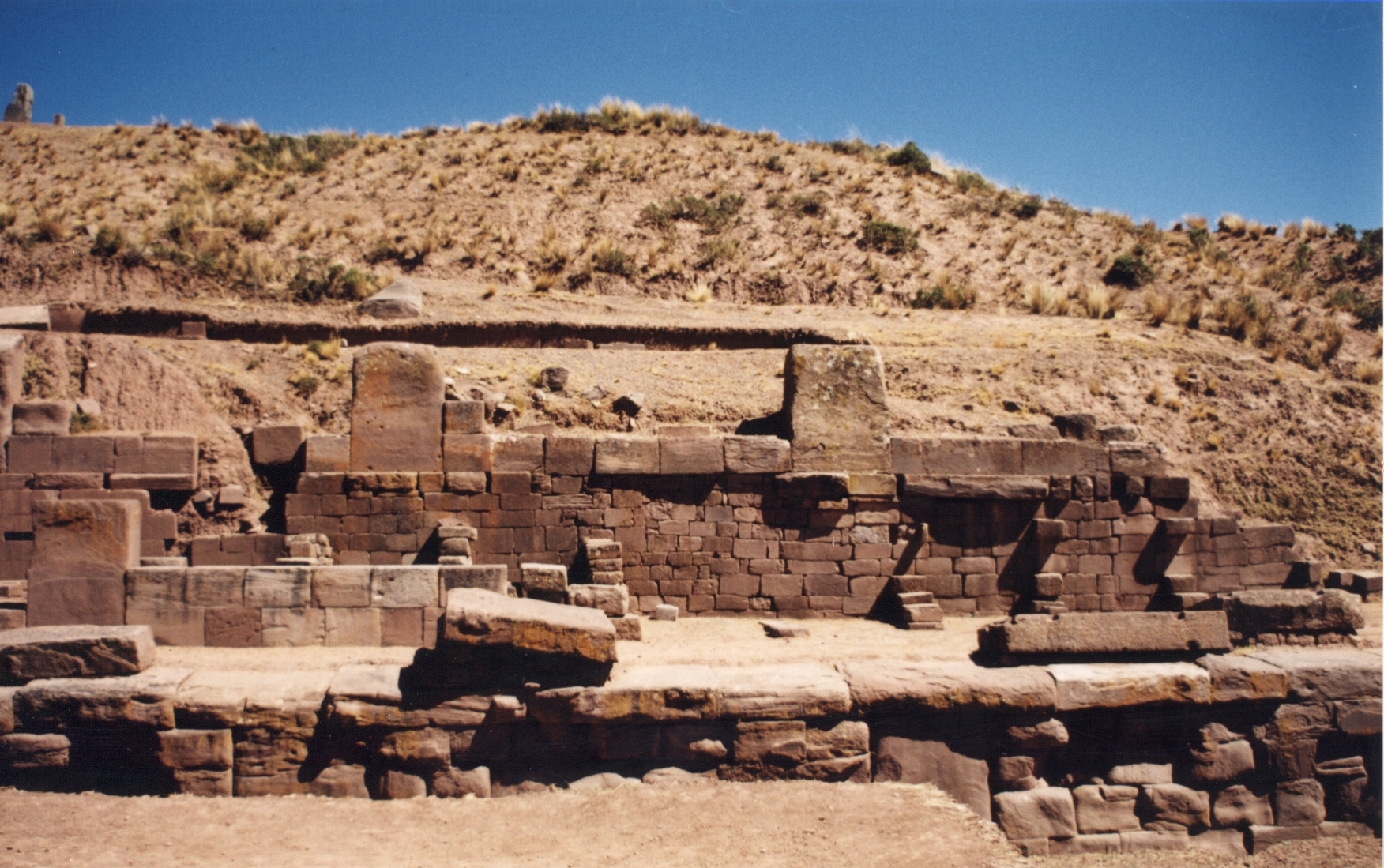
Akapanapyramiden, nästan utformad som en trappstegspyramid.

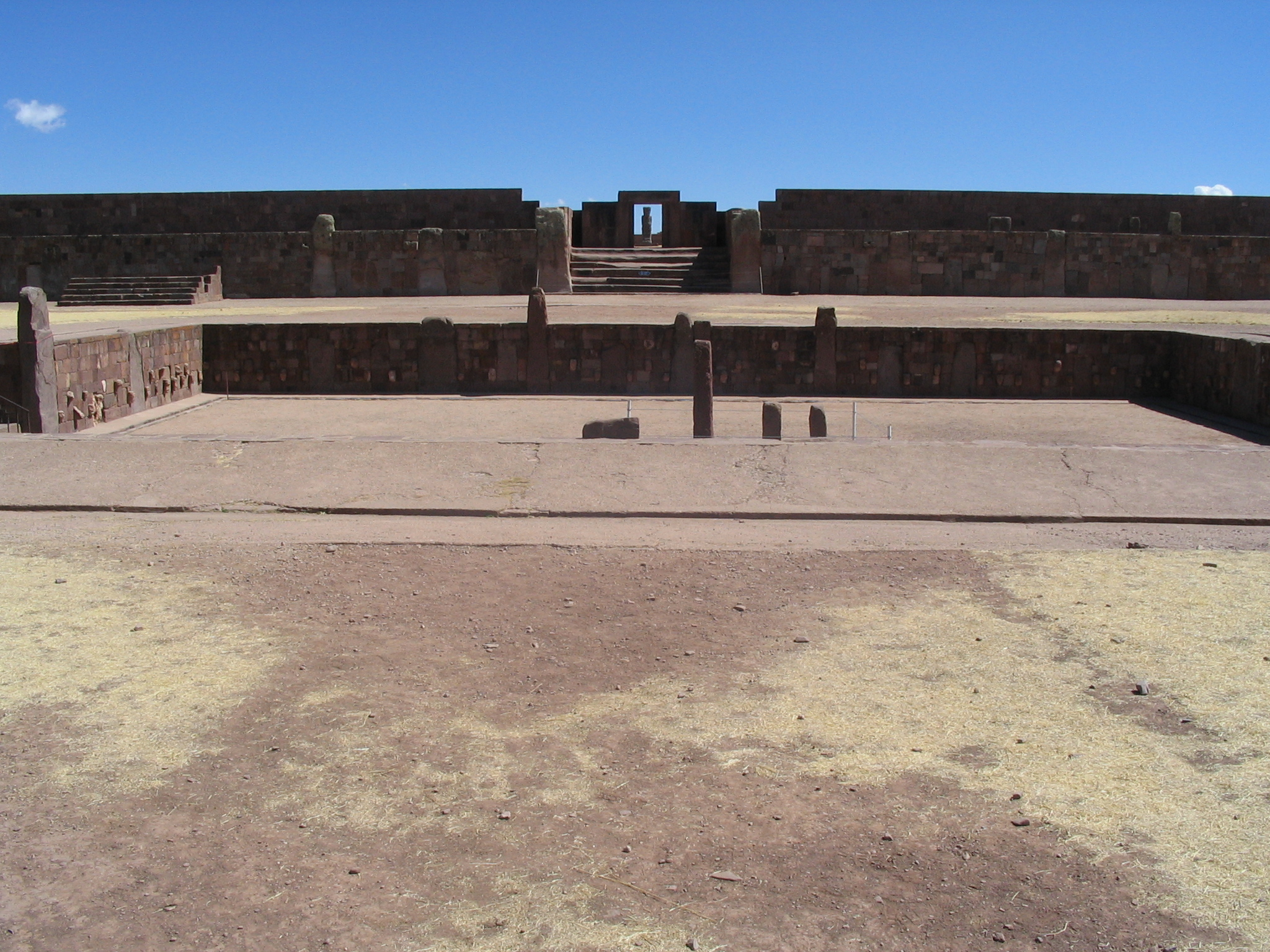
Kalasasaya, kanske en borggård till Akapanapyramiden.

Staden Tiwanaku kanske grundades omkring 1500 f.Kr. som en liten by, och växte till stad mellan 1400 f.Kr. och 1300 f.Kr. Men det är ändå inte helt säkert när det grundades. Staden kan vara mycket äldre än så. Tiwanakus ålder är omdiskuterat. Staden ligger nära Titicacasjön, men kan ha legat precis vid den när klimatet i området var annorlunda på det sätt att sjöns vattennivå var högre, och kan därför ha byggts som en hamnstad. På många andra platser på Jorden finns rester av antika städer under vatten och längre bort från havet eller sjön då klimatet förändras med tiden. Tiwanaku karakteriseras av dess stora stenar som väger upp till 100 ton, huggna, fyrkantiga, klädda, och skårade, och slår till och med Inkafolket i hantverksskicklighet. Många av dessa stenar är huggna på så fantastiska skickliga sätt att det har gett upphov om folket använde avancerade verktyg, såsom den teknik människan har idag, eller mer avancerad teknologi, istället för de typiska primitiva verktyg använda i antika tider. Området Puma Punku har många av dessa verk.
Som mest täckte staden omkring sex kvadratkilometer, och hade så många som 40 000 invånare. Dess unika keramikstil kan hittas runt om i dagens Bolivia, Peru, norra Chile och Argentina. Det är dock svårt att säga om dessa områden var en del av ett imperium i politisk mening eller helt enkelt under kulturellt och kommersiellt influerade. Tiwanaku kollapsade omkring år 1200. Staden övergavs och dess karakteristiska stil försvann.
Tiwanakus konstnärliga stil är distinktiv och tillsammans med den närliggande Huaristilen definieras mellersta horisonten av Andernas förhistoriska kultur. Båda dessa stilar verkar ha härstammat från den äldre Pukarakulturen som hade sitt centrum i norra delen av Titicaca.
Stora delar av bebyggelsen i Tiwanaku är i ett mycket dåligt tillstånd och har dessutom varit föremål för nedskräpning och amatörmässiga utgrävningar som gjorts i försök att hitta värdefulla föremål kort efter Tiwanakus fall. Denna förstörelse fortsatte under 1800-talet och i början av 1900-talet och har inkluderat stenbrytning för järnvägsbyggen och militära övningsmål. Idag är Tiwanaku ett världsarv och administreras av den bolivianska regeringen.